# Fabia (Vorname)
Fabia [ˈfaː.bja] ist ein weiblicher Vorname.

## Herkunft und Bedeutung
→ Hauptartikel: Fabian
Bei Fabia handelt es sich um die weibliche italienische Variante des Namens Fabius. Die portugiesische Variante des Namens lautet Fábia [ˈfa.bjɐ].
Die männliche Variante ist Fabio bzw. Fábio.

## Bekannte Namensträger
- Fabia Mantwill (* 1993), deutsche Jazzmusikerin
- Fabia Mendoza (* 1986), deutsche Filmregisseurin und Künstlerin